# Somnífer
Un somnífer o fàrmac hipnòtic és una substància psicotròpica psicoactiva que indueix a la somnolència i a la son mitjançant la disminució de l'activitat de l'escorça cerebral. Actua com a depressor del sistema nerviós central. Pot usar-se com a medicament o com a droga d'abús.
Alguns tipus de somnífers psicotròpics són els barbitúrics, benzodiazepines, zolpidem, zopiclona, eszopiclona, hidrat de cloral, clormetiazola i les antihistamines (doxilamina, prometazina, zaleplon i difenhidramina).
S'usa en el tractament de l'ansietat, de l'insomni, anticonvulsionants, relaxants musculats i delírium trèmens.
RAMs: Sedació per desajust de dosi, disminució de relflexes, desinhibició (es potencia amb l'alcohol), efectes paradògics.